# Saint-Aigulin
Saint-Aigulin est une commune du Sud-Ouest de la France située dans le département de la Charente-Maritime (région Nouvelle-Aquitaine).
Ses habitants sont appelés les Saint-Aigulinois et les Saint-Aigulinoises.
Saint-Aigulin a, en Charente-Maritime, la particularité géographique d'être la commune située la plus à l'est de ce département et elle possède également la particularité géodésique d'être longée par le fameux méridien de Greenwich qui passe avant le pont sur la Dronne avant d'accéder à La Roche-Chalais, dans le département limitrophe de la Dordogne.

## Géographie

### Situation géographique
Appartenant à la Haute Saintonge depuis ses plus lointaines origines, Saint-Aigulin est la commune la plus orientale du département de la Charente-Maritime située, en distances orthodromiques, à environ 145 kilomètres au sud-est de La Rochelle, la préfecture du département.
Elle est longée par le méridien de Greenwich au site du pont sur la Dronne, avant d'accéder dans la petite ville voisine de La Roche-Chalais, située dans le département de la Dordogne.
Enfin, Saint-Aigulin est l'une des deux communes de Charente-Maritime limitrophes du département de la Dordogne, que sépare pendant seize kilomètres environ la Dronne, rivière qui sert à la fois de limite naturelle et administrative.
Le bourg de Saint-Aigulin, qui forme avec la petite ville voisine de La Roche-Chalais une petite agglomération au bâti continu et au tissu urbain assez distendu, est traversé par la route départementale 730, axe routier majeur qui sillonne d'est en ouest la Double saintongeaise, région forestière dans laquelle Saint-Aigulin est également située.
Saint-Aigulin est traversée par la ligne ferroviaire Paris-Bordeaux, ligne électrifiée à très fort trafic qui fut la toute première à être construite dans le département qui se nommait alors Charente-Inférieure, bien avant la Nantes-Saintes qui dessert La Rochelle et Rochefort. Des TER Nouvelle-Aquitaine s'arrêtent en gare de Saint-Aigulin - La Roche-Chalais.

### Communes limitrophes
Saint-Aigulin est limitrophe de huit autres communes, dont deux en Dordogne et une en Charente. Au nord-ouest, la commune du Fouilloux n'est limitrophe que par un simple quadripoint.
| Boscamnant, Le Fouilloux | La Genétouze  | Médillac (Charente), Parcoul-Chenaud (Dordogne) |
| Saint-Martin-de-Coux     | Saint-Aigulin | La Roche-Chalais (Dordogne)                     |
|                          | La Barde      |                                                 |

### Milieux naturels et biodiversité
À Saint-Aigulin, la vallée de la Dronne fait partie de la ZNIEFF de type II nommée « Vallées de la Nizonne, de la Tude et de la Dronne en Poitou-Charentes »,.
Vingt-deux espèces déterminantes d'animaux y ont été répertoriées :
- un amphibien : la Rainette verte (Hyla arborea) ;
- un crustacé, l'Écrevisse à pattes blanches (Austropotamobius pallipes) ;
- cinq insectes dont trois lépidoptères : l'Azuré de la sanguisorbe (Phengaris teleius), le Cuivré des marais (Lycaena dispar) et le Fadet des laîches (Coenonympha oedippus) et deux odonates : l'Agrion de Mercure (Coenagrion mercuriale) et la Cordulie à corps fin (Oxygastra curtisii) ;
- sept mammifères : la Loutre d'Europe (Lutra lutra) et le Vison d'Europe (Mustela lutreola), ainsi que cinq chauves-souris : le Murin à moustaches (Myotis mystacinus), l'Oreillard roux (Plecotus auritus), la Pipistrelle de Kuhl (Pipistrellus kuhlii), le Petit rhinolophe (Rhinolophus hipposideros) et la Sérotine commune (Eptesicus serotinus) ;
- quatre oiseaux : l'Alouette lulu (Lullula arborea), le Martin-pêcheur d'Europe (Alcedo atthis), le Milan noir (Milvus migrans) et le Tarier des prés (Saxicola rubetra) ;
- trois poissons : le Chabot commun (Cottus gobio), la Lamproie de Planer (Lampetra  planeri) et le Toxostome (Parachondrostoma toxostoma) ;
- un reptile : la Cistude (Emys orbicularis).

Vingt-neuf autres espèces animales (quatre mammifères et vingt-cinq oiseaux) y ont été recensées.

## Urbanisme

### Typologie
Au 1er janvier 2024, Saint-Aigulin est catégorisée bourg rural, selon la nouvelle grille communale de densité à 7 niveaux définie par l'Insee en 2022.
Elle est située hors unité urbaine et hors attraction des villes,.

### Occupation des sols
L'occupation des sols de la commune, telle qu'elle ressort de la base de données européenne d’occupation biophysique des sols Corine Land Cover (CLC), est marquée par l'importance des territoires agricoles (47,8 % en 2018), en diminution par rapport à 1990 (48,9 %). La répartition détaillée en 2018 est la suivante : 
forêts (41,9 %), zones agricoles hétérogènes (33,5 %), terres arables (6,3 %), zones urbanisées (6 %), prairies (4,6 %), milieux à végétation arbustive et/ou herbacée (4,2 %), cultures permanentes (3,4 %). L'évolution de l’occupation des sols de la commune et de ses infrastructures peut être observée sur les différentes représentations cartographiques du territoire : la carte de Cassini (XVIIIe siècle), la carte d'état-major (1820-1866) et les cartes ou photos aériennes de l'IGN pour la période actuelle (1950 à aujourd'hui).

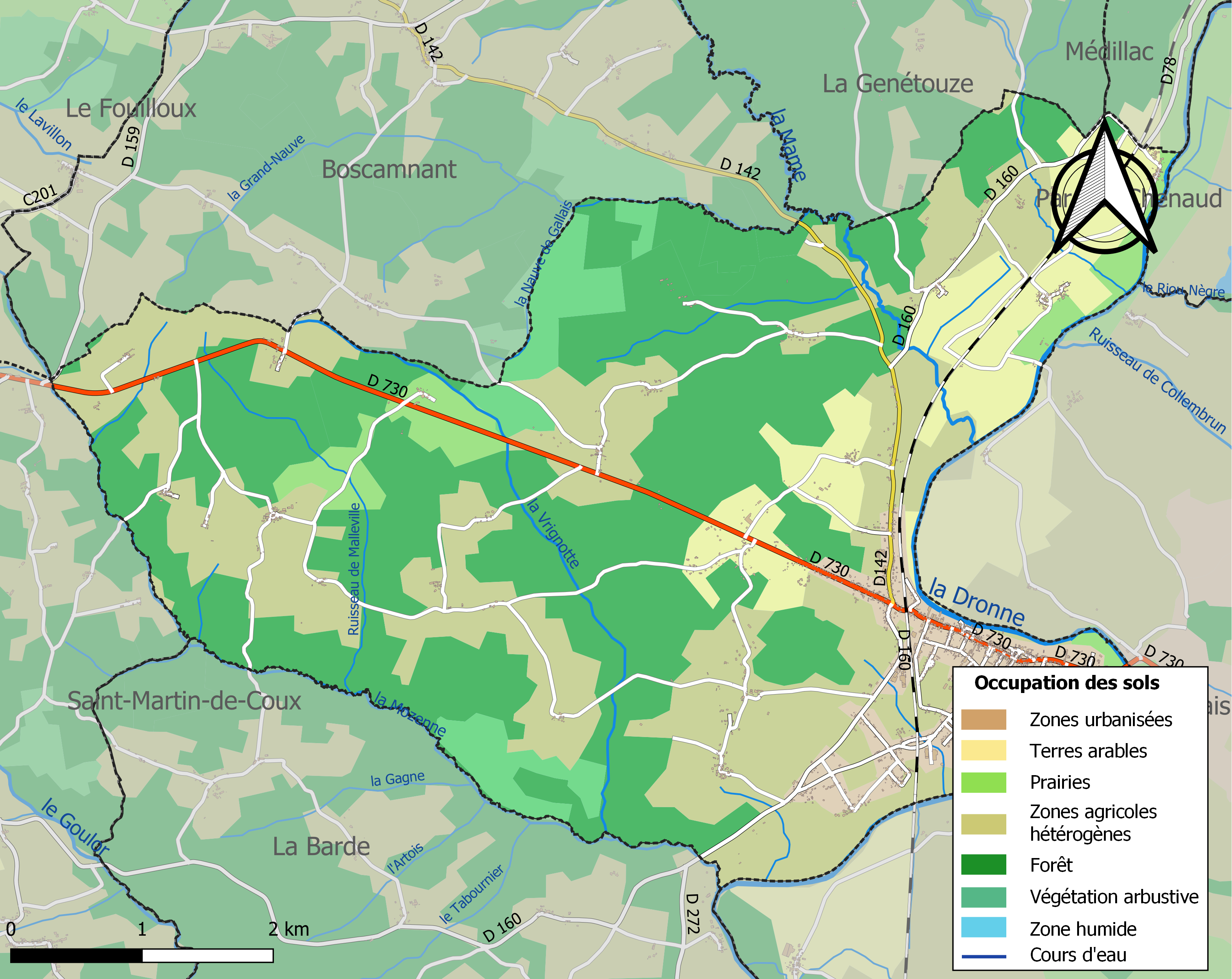
Carte des infrastructures et de l'occupation des sols de la commune en 2018 (CLC).

### Risques majeurs
Le territoire de la commune de Saint-Aigulin est vulnérable à différents aléas naturels : météorologiques (tempête, orage, neige, grand froid, canicule ou sécheresse), inondations, feux de forêts, mouvements de terrains et séisme (sismicité faible). Il est également exposé à un risque technologique,  le transport de matières dangereuses. Un site publié par le BRGM permet d'évaluer simplement et rapidement les risques d'un bien localisé soit par son adresse soit par le numéro de sa parcelle.

#### Risques naturels
Certaines parties du territoire communal sont susceptibles d’être affectées par le risque d’inondation par débordement de cours d'eau, notamment la Dronne et la Mame. La commune a été reconnue en état de catastrophe naturelle au titre des dommages causés par les inondations et coulées de boue survenues en 1982, 1986, 1993, 1999 et 2010,.
Saint-Aigulin est exposée au risque de feu de forêt du fait de la présence sur son territoire du massif de la Double saintongeaise, un massif classé à risque dans le plan départemental de protection des forêts contre les incendies (PDPFCI), élaboré pour la période 2017-2026 et qui fait suite à un plan 2007-2016. Les mesures individuelles de prévention contre les incendies sont précisées par divers arrêtés préfectoraux et s’appliquent dans les zones exposées aux incendies de forêt et à moins de 200 mètres de celles-ci. L’article L.131-1 du code forestier et l’arrêté du 2 décembre 2020 règlementent l'emploi du feu en interdisant notamment d’apporter du feu, de fumer et de jeter des mégots de cigarette dans les espaces sensibles et sur les voies qui les traversent sous peine de sanctions. Un autre arrêté du 2 décembre 2020 rend le débroussaillement obligatoire, incombant au propriétaire ou ayant droit,,,. 

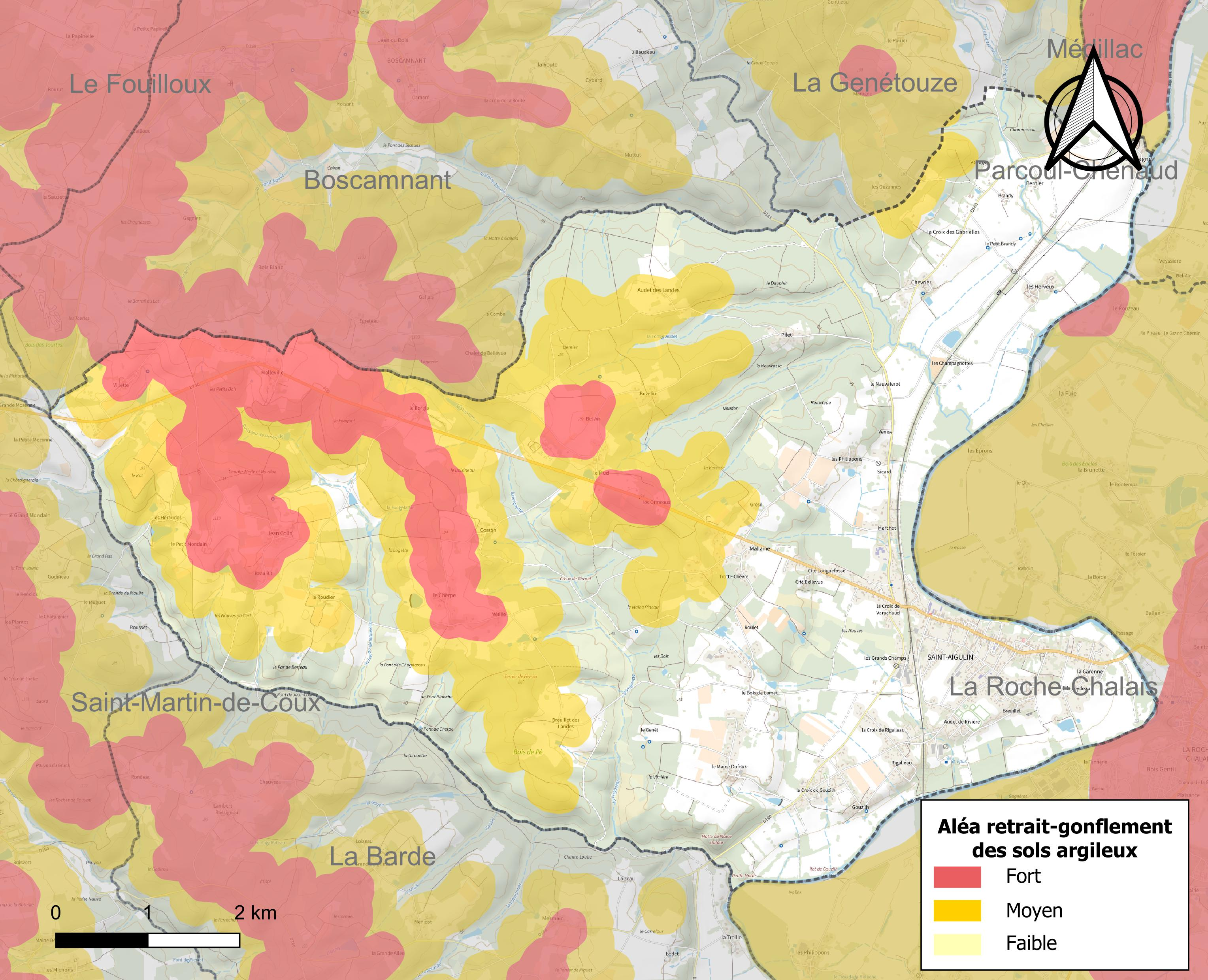
Carte des zones d'aléa retrait-gonflement des sols argileux de Saint-Aigulin.

Les mouvements de terrains susceptibles de se produire sur la commune sont des tassements différentiels. 
Le retrait-gonflement des sols argileux est susceptible d'engendrer des dommages importants aux bâtiments en cas d’alternance de périodes de sécheresse et de pluie. 37,7 % de la superficie communale est en aléa moyen ou fort (54,2 % au niveau départemental et 48,5 % au niveau national). Sur les 1 160 bâtiments dénombrés sur la commune en 2019,  126 sont en aléa moyen ou fort, soit 11 %, à comparer aux 57 % au niveau départemental et 54 % au niveau national. Une cartographie de l'exposition du territoire national au retrait gonflement des sols argileux est disponible sur le site du BRGM,.
Par ailleurs, afin de mieux appréhender le risque d’affaissement de terrain, l'inventaire national des cavités souterraines permet de localiser celles situées sur la commune. 
Concernant les mouvements de terrains, la commune a été reconnue en état de catastrophe naturelle au titre des dommages causés par la sécheresse en 1989, 2003 et 2005 et par des mouvements de terrain en 1999 et 2010.

#### Risques technologiques
Le risque de transport de matières dangereuses sur la commune est lié à sa traversée par une ou des infrastructures routières ou ferroviaires importantes ou la présence d'une canalisation de transport d'hydrocarbures. Un accident se produisant sur de telles infrastructures est susceptible d’avoir des effets graves sur les biens, les personnes ou l'environnement, selon la nature du matériau transporté. Des dispositions d’urbanisme peuvent être préconisées en conséquence. 

## Toponymie
De l'oïl saint, suivi de l'anthroponyme Aquilinus. Ceci correspond au patronage de la paroisse à saint Aigulin.

## Histoire

### Une origine médiévale
Au IVe siècle apr. J.-C., des moines défricheurs s'installèrent dans une boucle de la rivière pour fixer leur communauté. En même temps qu'elle leur procurait l'eau nécessaire à la vie, la Dronne, par son ondulation à cet endroit précis, leur assurait une partie du système de protection indispensable à cette époque, lorsqu'on espérait survivre durablement, éloigné des villes. Une palissade de bois complétait l'enceinte. Les campagnes regorgeaient d'animaux sauvages, pour quelques-uns dangereux, et nombreux étaient les écorcheurs, à parcourir les bois denses de Sylva Edobola (forêt de la Double), en quête de forfaits à accomplir. En pleine christianisation, les laborieux hommes de Dieu bâtirent une première chapelle de bois, qu'ils dédièrent à Sanctus Aquilinus, évêque d'Évreux, martyrisé par les Romains. L'endroit garda cette appellation, qui se vulgarisa avec l'abandon du latin. Au fil du temps, des chaumières furent édifiées dans la boucle de la rivière, au point qu'elle en devint  trop exiguë. Très vite l'urbanisation déborda des limites primitives dessinées par les moines, d'autant d'une voie romaine passant à peu de distance, intensifiait les passages d'étrangers. Cette route empierrée reliait la cité de Corterate (Coutras) à la Mesone (auberge avec écurie) de Brossac. Elle continuait au-delà de ces deux points dans différentes directions. À mi-chemin de l'une et de l'autre, se trouvait Saint-Aigulin offrant au lieu-dit la Mozenne, un léger promontoire où fut construit un Serae (relais à chevaux).
Sous la Révolution, la commune portait le nom de Réunion de Drône ou Union de Drône.

### AuXIXesiècle
Saint-Aigulin fut la toute première commune de la Charente-Maritime à être traversée par une voie ferrée, la ligne ferroviaire Paris-Bordeaux via Angoulême, et à être équipée d'une station ferroviaire, bien avant La Rochelle et Rochefort.

## Administration

### Liste des maires

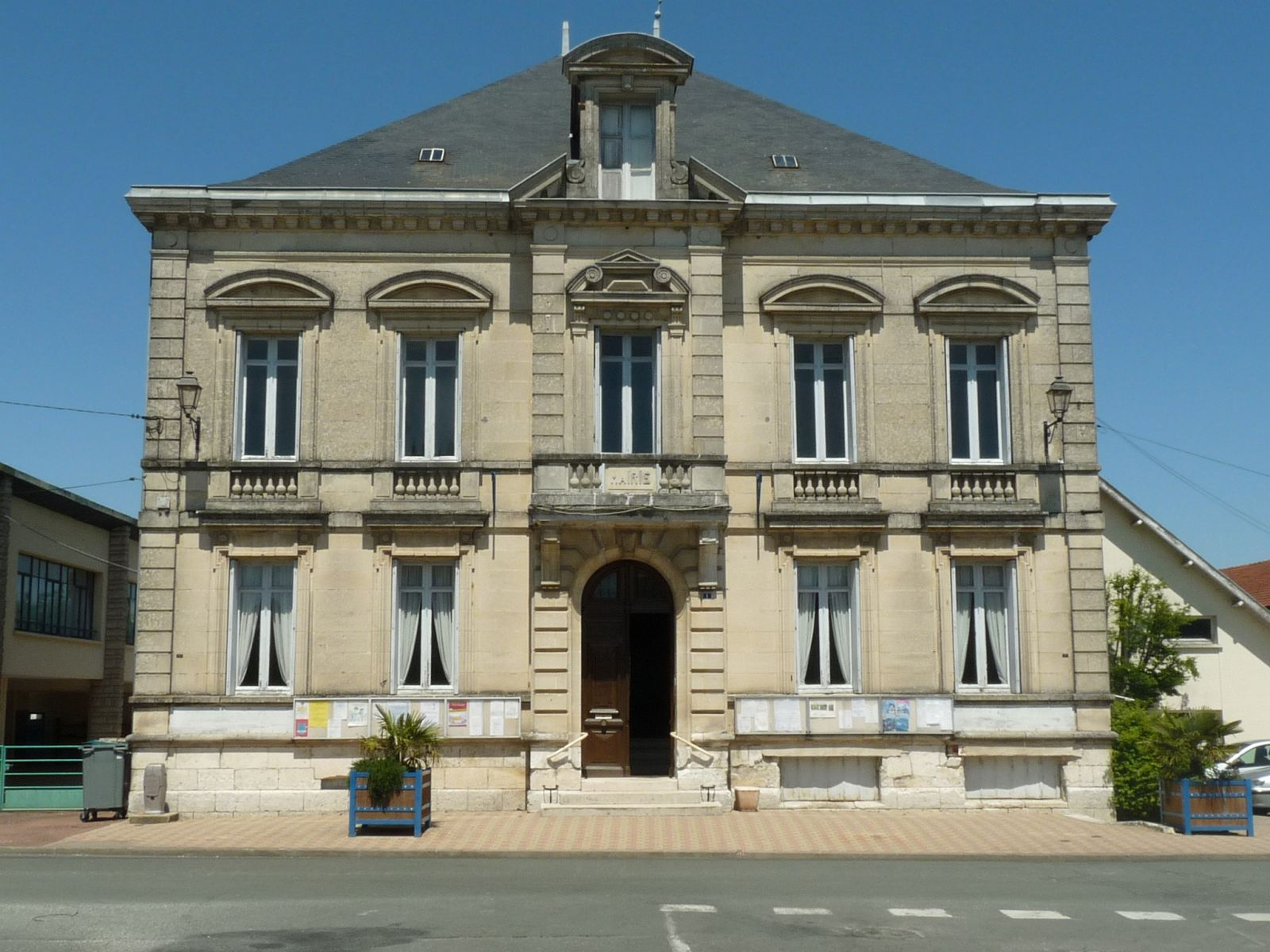
La mairie.

| Période                                  | Période  | Identité             | Étiquette | Qualité                                                                          |
| ---------------------------------------- | -------- | -------------------- | --------- | -------------------------------------------------------------------------------- |
| Les données manquantes sont à compléter. |          |                      |           |                                                                                  |
|                                          |          |                      |           |                                                                                  |
| 1945                                     | 1977     | Daniel Daviaud       | Rad.-MRG  | Notaire Conseiller général du canton de Montguyon (1945-1977) Député (1962-1968) |
| 1977                                     | 1985     | Pierre-Paul Boisvert | SE        | Conseiller général du canton de Montguyon (1977-1988)                            |
| 1985                                     | 2008     | Pierre-Jean Daviaud  | DVG       | Conseiller général du canton de Montguyon (1988-2008) Député (1990-1993)         |
| 2008                                     | mai 2020 | Alain Chiron         | PRG       | Chef d'entreprise                                                                |
| mai 2020                                 | En cours | Brigitte Quantin     | SE        | Chef d'entreprise                                                                |

## Population et société

### Analyse de l'évolution démographique
La ville a atteint son maximum démographique en 1975 où elle atteignait le chiffre record de 2 359 habitants et faisait alors partie des communes de plus de 2 000 habitants en Charente-Maritime. Depuis cette date, sa population n'a cessé de diminuer de recensement en recensement au point que, depuis 1999, elle est passée sous le seuil des 2 000 habitants, la population n'étant plus que de 1 989 habitants.
Selon les données de l'Insee, Saint-Aigulin forme avec la ville voisine de La Roche-Chalais une unité urbaine qui, en 2014, rassemblait 4 850 habitants alors qu'elle franchissait largement le seuil des 5 000 habitants en 1975, cette petite agglomération atteignant alors le chiffre record de population de 5 356 habitants.

### Tableaux démographiques
L'évolution du nombre d'habitants est connue à travers les recensements de la population effectués dans la commune depuis 1793. Pour les communes de moins de 10 000 habitants, une enquête de recensement portant sur toute la population est réalisée tous les cinq ans, les populations de référence des années intermédiaires étant quant à elles estimées par interpolation ou extrapolation. Pour la commune, le premier recensement exhaustif entrant dans le cadre du nouveau dispositif a été réalisé en 2005.

En 2022, la commune comptait 1 884 habitants, en évolution de −0,74 % par rapport à 2016 (Charente-Maritime : +4,04 %, France hors Mayotte : +2,11 %).
| 1793  | 1800  | 1806  | 1821  | 1831  | 1836  | 1841  | 1846  | 1851  |
| ----- | ----- | ----- | ----- | ----- | ----- | ----- | ----- | ----- |
| 1 238 | 1 567 | 1 227 | 1 285 | 1 479 | 1 433 | 1 406 | 1 421 | 1 512 |

| 1856  | 1861  | 1866  | 1872  | 1876  | 1881  | 1886  | 1891  | 1896  |
| ----- | ----- | ----- | ----- | ----- | ----- | ----- | ----- | ----- |
| 1 535 | 1 609 | 1 744 | 1 634 | 1 601 | 1 642 | 1 660 | 1 620 | 1 597 |

| 1901  | 1906  | 1911  | 1921  | 1926  | 1931  | 1936  | 1946  | 1954  |
| ----- | ----- | ----- | ----- | ----- | ----- | ----- | ----- | ----- |
| 1 689 | 1 770 | 1 751 | 1 565 | 1 565 | 1 580 | 1 535 | 1 455 | 1 702 |

| 1962  | 1968  | 1975  | 1982  | 1990  | 1999  | 2005  | 2006  | 2010  |
| ----- | ----- | ----- | ----- | ----- | ----- | ----- | ----- | ----- |
| 2 317 | 2 343 | 2 359 | 2 220 | 2 040 | 1 985 | 1 948 | 1 943 | 1 919 |

| 2015  | 2020  | 2022  | - | - | - | - | - | - |
| ----- | ----- | ----- | - | - | - | - | - | - |
| 1 895 | 1 887 | 1 884 | - | - | - | - | - | - |

### Pyramide des âges
La population de la commune est relativement âgée.
En 2018, le taux de personnes d'un âge inférieur à 30 ans s'élève à 25,6 %, soit en dessous de la moyenne départementale (29 %). À l'inverse, le taux de personnes d'âge supérieur à 60 ans est de 40,8 % la même année, alors qu'il est de 34,9 % au niveau départemental.
En 2018, la commune comptait 903 hommes pour 1 000 femmes, soit un taux de 52,55 % de femmes, légèrement supérieur au taux départemental (52,15 %).
Les pyramides des âges de la commune et du département s'établissent comme suit.
| Hommes | Classe d’âge | Femmes |
| ------ | ------------ | ------ |
| 0,4    | 90 ou +      | 2,5    |
| 12,1   | 75-89 ans    | 16,0   |
| 25,0   | 60-74 ans    | 25,1   |
| 20,7   | 45-59 ans    | 19,2   |
| 14,4   | 30-44 ans    | 13,2   |
| 12,2   | 15-29 ans    | 11,4   |
| 15,2   | 0-14 ans     | 12,6   |

| Hommes | Classe d’âge | Femmes |
| ------ | ------------ | ------ |
| 1,1    | 90 ou +      | 2,6    |
| 10,1   | 75-89 ans    | 12,6   |
| 22     | 60-74 ans    | 23,2   |
| 20,1   | 45-59 ans    | 19,7   |
| 16,1   | 30-44 ans    | 15,6   |
| 15,2   | 15-29 ans    | 12,7   |
| 15,4   | 0-14 ans     | 13,6   |

## Équipements, services et vie locale

### Sports et activités

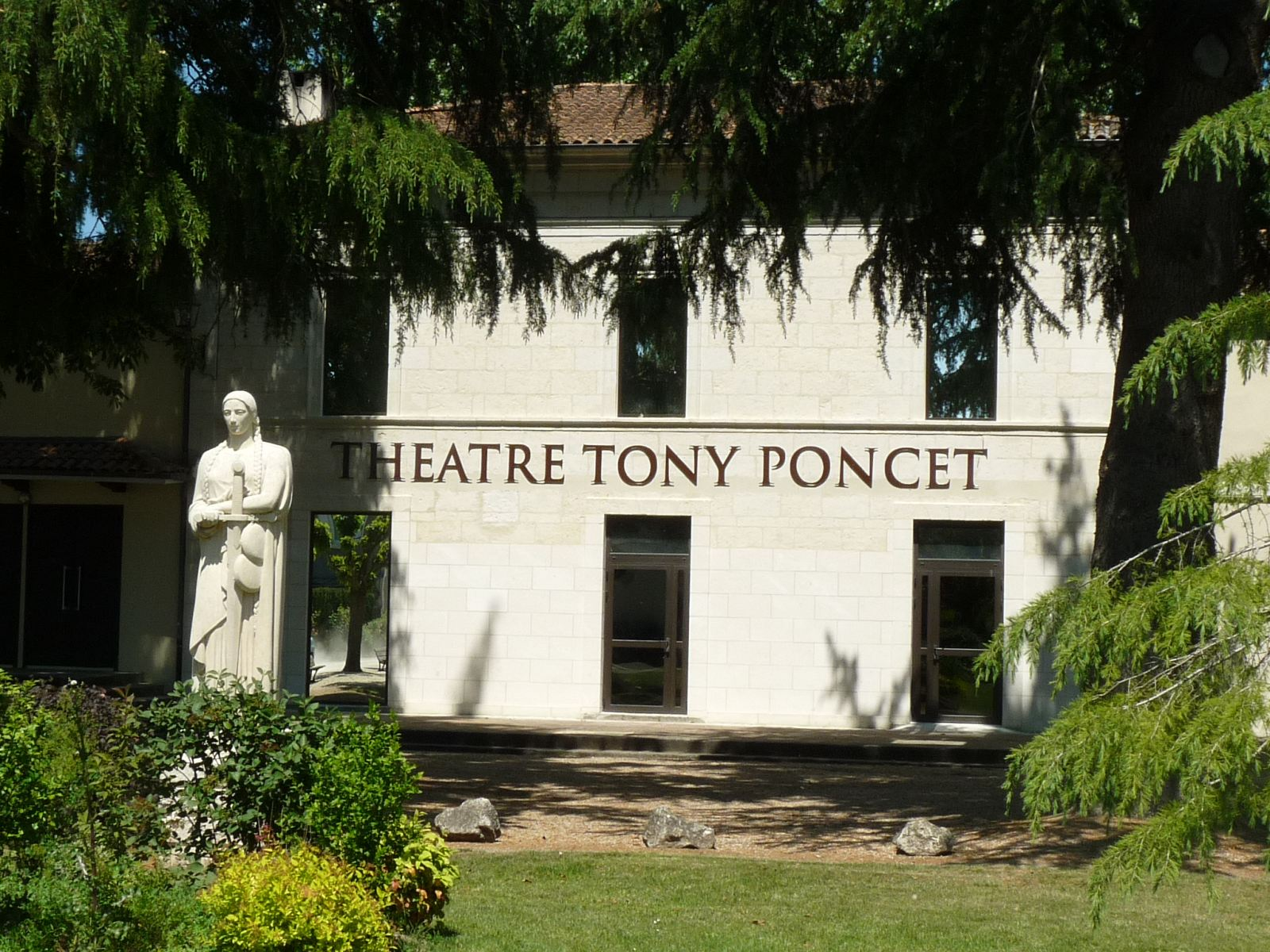
Le théâtre Tony-Poncet.

- Le théâtre Tony-Poncet est situé au milieu du parc.

## Culture locale et patrimoine

### Lieux et monuments
- L'église Saint-Fort possède un tympan sculpté de Real del Sarte[28].

Église de Saint-Aigulin
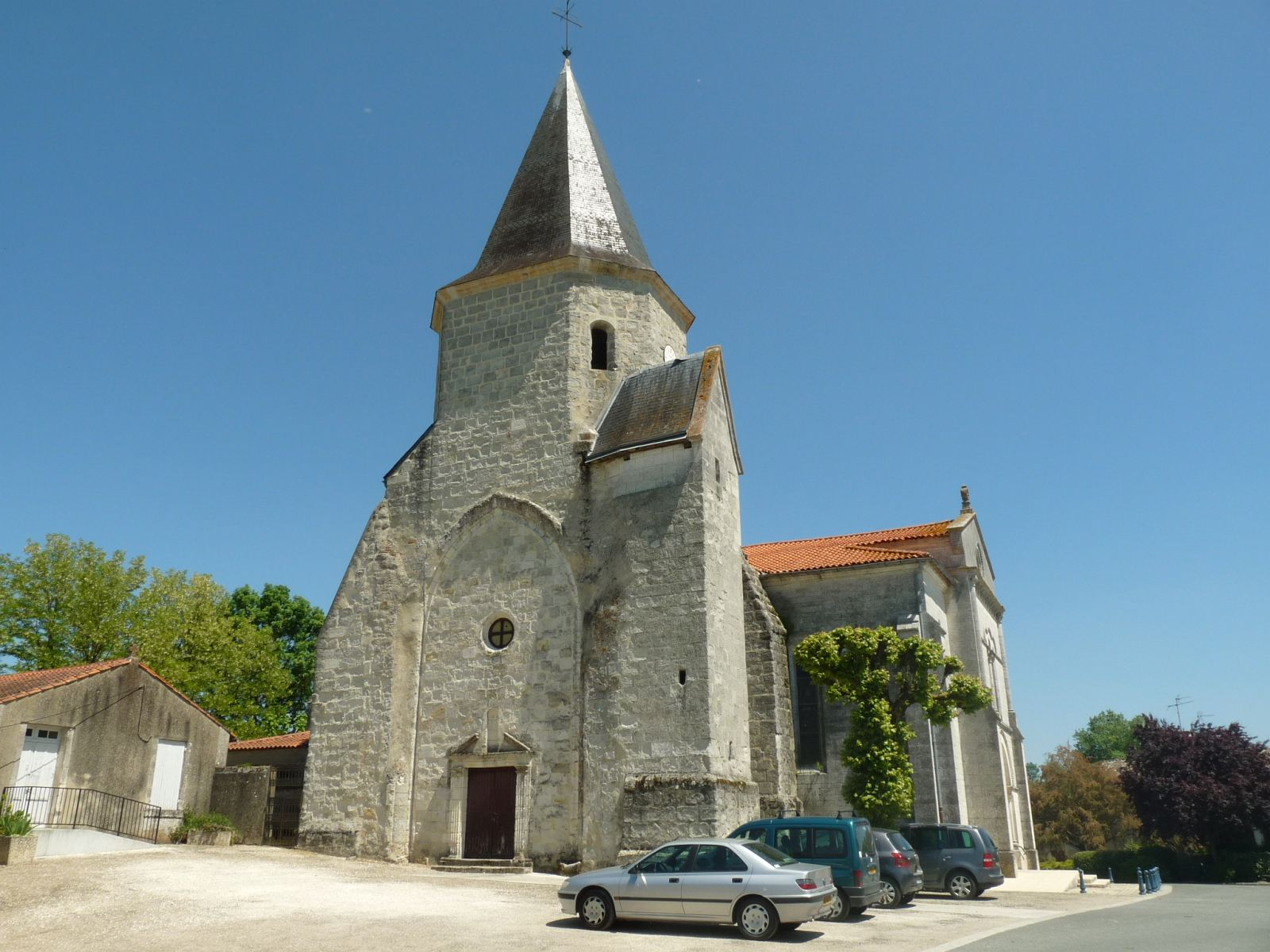
La façade ouest.
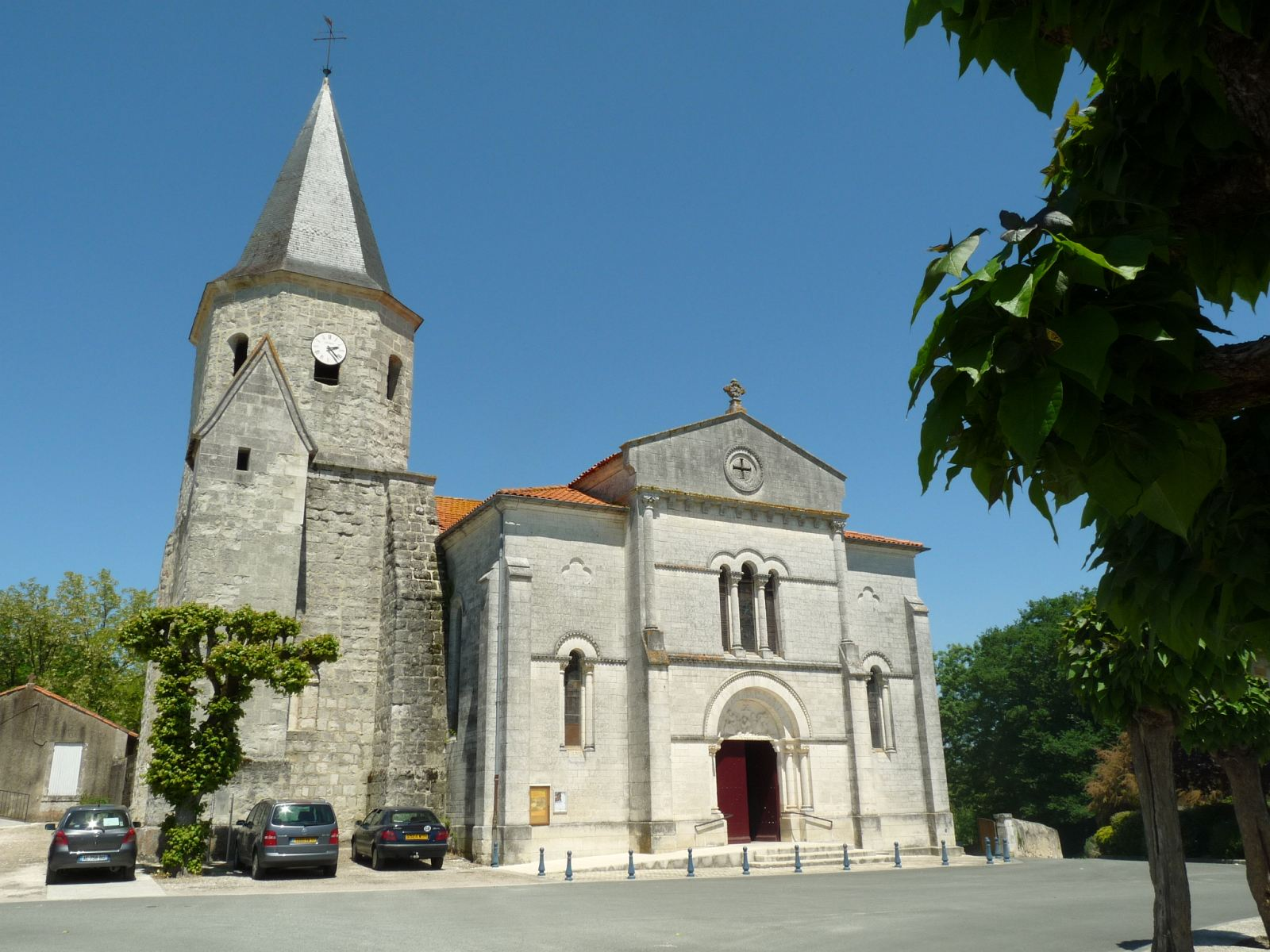
La façade sud.
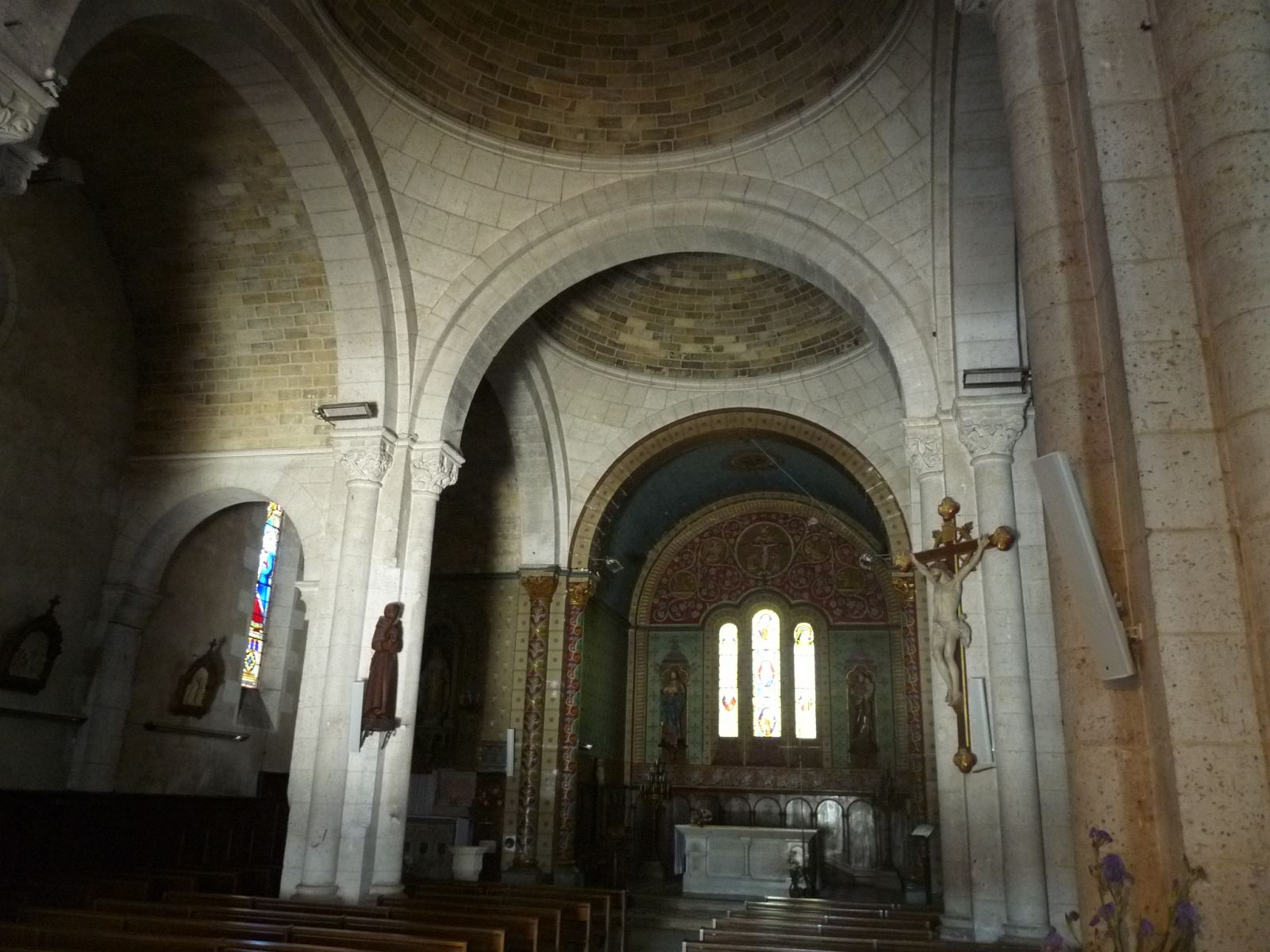
Le chœur.

- Mottes de la Mozenne (castrum et serae).
- Usine de pantoufles, sise 15 rue Gambetta, bâtie vers 1919 par M. Besson sous la raison sociale Société aigulinoise de chaussons. On y fabriquait des pantoufles dites charentaises, mais également des sandales. La cessation d'activité remonte aux alentours de 1975. Environ 400 personnes y travaillaient dans les années 1960. Les bâtiments attendent un classement au patrimoine industriel.
- Au 13 rue des Girondins, une usine de chamotte bâtie vers 1940 par M. Delaloy à proximité de la gare de Saint-Aigulin sur la ligne de chemin de fer Paris-Bordeaux. La cessation d'activité remonte à 1993, 25 personnes y travaillaient encore. Cette usine postule pour un classement au patrimoine industriel.

### Personnalités liées à la commune
Personnalité du XVIe siècle
- Anne de Joyeuse, duc, chef de l'Armée royale. Avant la bataille de Coutras contre le futur Henri IV, le favori du roi Henri III, vint prier et écouter l'office, dans l'église de Saint-Aigulin. Bien qu'ayant couché dans le vétuste château féodal de La Roche-Chalais, le fief étant protestant et dépourvu d'église, le duc descendit donc se recueillir à Saint-Aigulin. Quelques heures plus tard, il trouva la mort entre les deux rivières à Coutras, parmi 2 000 autres catholiques, lors d'une bataille qui passe pour avoir mis un terme aux Guerres de religion.

Personnalités du XVIIIe siècle
- Talleyrand (de Chalais) = lignée des seigneurs à laquelle appartenait entre autres, la paroisse de Saint-Aigulin (Elle donna de nombreux hommes d'État de premier plan. Le ministre de Napoléon Ier en était issu. ) Le baron de La Roche-Chalais était un vassal des ducs de Talleyrand.
- de Magezir = lignée dépossédée par les Talleyrand, de la paroisse de Saint-Aigulin, à l'occasion du mariage d'Arnaud de Magezir avec Isabeau de Talleyrand. Mariage auquel le marié ne survécut que très peu de temps. Sa veuve hérita de ses biens qui furent gérés intégralement par le père de celle-ci, le redoutable Henry de Talleyrand.

Personnalités du XIXe siècle
- Les frères Reclus, (Elie, Elisée et Onésime), illustres géographes et hommes politiques passèrent, dans leur jeunesse, nombre de leurs vacances à la Roche-Chalais, chez leur grand-mère. La campagne aigulinoise, notamment les sites de la Mozenne et du gour de Bordes, fut le terrain de leurs premières investigations.
- Paul Broca, anthropologue, contemporain des frères Reclus, passa plusieurs séjours, durant son enfance, à La Roche-Chalais. À l'instar d'Élie Reclus, il escalada souvent la petite motte de la Mozenne (castrum) à la recherche de vestiges (tels que pièces de monnaie, boucles, lames...). Il a laissé plusieurs lettres adressées à ses parents, dans lesquelles il témoigne de son intérêt pour ce site qu'il attribuait à l'époque de Charlemagne.

Personnalités du XXe siècle
- Tony Poncet est un ténor français d'origine espagnole inhumé à Saint-Aigulin (surnommé le Bombardier basque par les Américains, il eut une conduite exemplaire lors de la Seconde Guerre mondiale)
- Bernard Roussillon (père de l'acteur Jean-Paul Roussillon) ancien directeur de scène de la Comédie Française, est enterré à Saint-Aigulin
- Berthe Noelle Bessette 1913-2008 née à Sussac en Haute-Vienne, monteuse de films (épouse du réalisateur français Dimitri Kirsanoff ) est inhumée à Saint-Aigulin.
- Marcel Merkès / Paulette Merval - Ce couple de chanteurs d'opérettes, très connu dans les années 1970 et 1980, vint souvent en voisins (ils possédaient une propriété à Aubeterre-sur-Dronne). Leur cousin Guibert demeurait à Saint-Aigulin, où il avait épousé Simone Pigeon.
- Henri Fauconnier, écrivain originaire de Barbezieux, ami d'enfance de Chardonne, prix Goncourt, vint à plusieurs reprises au milieu du XXe siècle, à Saint-Aigulin; son frère demeurant dans les environs, depuis leur retour de Malaisie.

### Héraldique
| Blason | Blasonnement : D’azur à la cotice ondée d’argent chargée d’un bâton ondé de sinople et accompagnée en chef d’une grappe de raisin pamprée d’or adextrée d’une étoile de quatre rais gironnée de gueules et d’or et en pointe d’une pomme de pin renversée aussi d’or sommée d’un faisceau de quatre aiguilles du même. |